# Musikinstrumentenmuseum der Universität Leipzig

Logo des Museums

Das Musikinstrumentenmuseum der Universität Leipzig ist ein zur Universität Leipzig gehörendes Museum. Mit seinen über 5500 Bestandseinheiten, rund 10.000 Objekten, unter denen sich neben wertvollen europäischen und außereuropäischen Instrumenten insbesondere kostbare Stücke aus der Zeit der Renaissance und des Barock sowie der Leipziger Bach-Zeit befinden, nimmt es weltweit eine der vordersten Stellen von hohem Rang ein. Heute ist es nach dem Museum in Brüssel (7.000 Instrumente) und vor dem Museum in der Cité de la musique in Paris (4.000 Instrumente) das zweitgrößte Musikinstrumenten-Museum Europas.
Das Museum ist unweit der Leipziger Innenstadt im Neuen Grassimuseum am Johannisplatz untergebracht. Das Museum wurde zusammen mit den beiden anderen Museen im Grassi, dem Museum für Völkerkunde zu Leipzig und dem Museum für angewandte Kunst, in das Blaubuch der Bundesregierung unter die „kulturellen Leuchttürme Ostdeutschlands“ aufgenommen.

## Geschichte

Eintrittskarte für das Musikhistorische Museum von Paul de Wit (1904)

Die Wurzeln des Museums reichen bis in die 1890er Jahre zurück. 1893 öffnete der in Leipzig lebende Niederländer Paul de Wit (1852–1925) im Leipziger Bosehaus am Thomaskirchhof ein Musikhistorisches Museum. Nachdem Anfang des 20. Jahrhunderts Verhandlungen über den Kauf der Sammlung durch die Stadt Leipzig gescheitert waren, veräußerte er sie 1905 an den Kölner Papierfabrikanten und Kunstsammler Wilhelm Heyer (1849–1913). Heyer ließ Musikinstrumente, Musikerautographen, Briefe und Bildnisse zusammentragen und errichtete 1905 ein Haus dafür in der Worringerstraße in Köln. Kurz nach seinem Tod wurde dort 1913 das Musikhistorische Museum Wilhelm Heyer mit 2600 Musikinstrumenten, 1700 Musikautographen und beinahe 4000 Bildwerken für das Publikum geöffnet, in dem neben der Sammlung de Wits auch eine kostbare Instrumentenkollektion des florentinischen Barons Alessandro Kraus (1853–1931) und einige Tasteninstrumente des preußischen Unternehmens Ibach ausgestellt wurden. Nach dem Tode Heyers blieb das Museum zunächst noch einige Jahre bestehen, bis sich seine Erben zu einer Veräußerung entschlossen: Die Stadt Leipzig konnte das Museum für die Universität zurückkaufen. Der Kaufpreis in Höhe von 800.000 Mark kam aus Mitteln des Freistaats Sachsen sowie einer Spende des Musikverlages C. F. Peters in Höhe von 200.000 Mark.
Am 30. Mai 1929 wurde das Musikinstrumentenmuseum der Universität Leipzig im Nordflügel des Neuen Grassimuseums feierlich eröffnet.
Wegen drohender Luftangriffe wurden Teile der Sammlung während des Zweiten Weltkrieges ausgelagert. Die Bombardierung Leipzigs am 4. Dezember 1943 traf den Gebäudekomplex schwer und zerstörte den Großteil der noch vorhandenen Sammlung, darunter die Ibach-Klaviere, das Archiv und die Bibliothek. Nach Kriegsende stellte sich heraus, dass auch die ausgelagerten Bestände erhebliche Beschädigungen und Verluste aufwiesen, die auf unsachgemäßer Lagerung und Diebstahl beruhten.
Ab Anfang der 1950er Jahre wurde das Museum neu aufgebaut und schrittweise der Öffentlichkeit zugänglich gemacht. Der Sammlungsbestand konnte in den darauf folgenden Jahrzehnten durch gezielte Ankäufe und einzelne Schenkungen erweitert werden. Zu den wichtigsten Sammlungen zählen heute die
- Sammlung Paul de Wit
- Sammlung Heyer
- Sammlung Alessandro Kraus
- Sammlung Ibach (erhalten sind vor allem kleinere Instrumente: ein Clavichord von Donat, ein Virginal im Nähkästchen sowie ein Teil der asiatischen Instrumente)

- Sammlung Amerling und Lingner
- Stiftung Wilhelm Meissner (wertvolle Streich- und Blasinstrumente, Steinweg-Hupfeld-Flügel mit Notenrollen, seit 1959 im Besitz des Museums)
- Sammlung Reka (etwa 250 europäische und außereuropäische Instrumente von Paul Kaiser-Reka [1881–1963], seit 1960 im Besitz des Museums)
- Trommelsammlung Wolf (über 20 Klanggeräte des Leipziger Trommelbauers Thomas Wolf [1964–2002])
- Kinoorgel von M. Welte & Söhne, 1931.

## Ausstellung
Die ständige Ausstellung des Musikinstrumentenmuseums zeichnet die bedeutendsten musikhistorischen und instrumentenbautechnischen Epochen sowie die Musikgeschichte Leipzigs nach. Die ältesten Exponate stammen aus dem 16. Jahrhundert. Die Ausstellung ist chronologisch geordnet und in die folgenden 13 Abteilungen untergliedert:
- Renaissance: „frembde canzones und gute teutsche Liedlein“
- Heinrich Schütz: Die Sehnsucht nach der harmonischen Ordnung
- Bartolomeo Cristofori: Instrumentenbauer am Hofe der Medici
- Johann Sebastian Bach: Director chori musici
- Zimelien
- Tonkunst um 1800 – Meisterspiel und Liebhaberei
- Stein & Streicher – vier Generationen Mühe und Fleiß
- Romantik – in Liebe zerflossenes Gefühl
- Sachsen, der musikalische Großlieferant
- Die Stimme ertönt und verhallt… – Musikautomaten und Musikwiedergabegeräte
- Bewegte Zeiten – Zeit der Bewegungen
- Neue Renaissance – Rückbesinnung auf die alte Musik

Außerdem besteht die Möglichkeit, in einem Klanglabor Musikinstrumente auszuprobieren. Im Herbst 2008 wurde zudem eine an das Fachpublikum gerichtete umfangreiche Studiensammlung eröffnet. Damit können ca. 40 % des Sammlungsbestandes in Ausstellungen gezeigt werden.
Die Besucherzahl lag im Jahre 2000 bei ca. 16.000 Personen. Sie sank in der Interim-Ausstellung während des Baus am Grassimuseum auf ca. 10.000. Seit der Wiedereröffnung wächst die Besucherzahl stetig, so dass im Jahr 2008 rund 30.000 Besucher registriert werden konnten. Laut Besucherbefragung kommen etwa 50 % der Gäste aus dem Ausland.

## Verbindungen zur Universität Leipzig

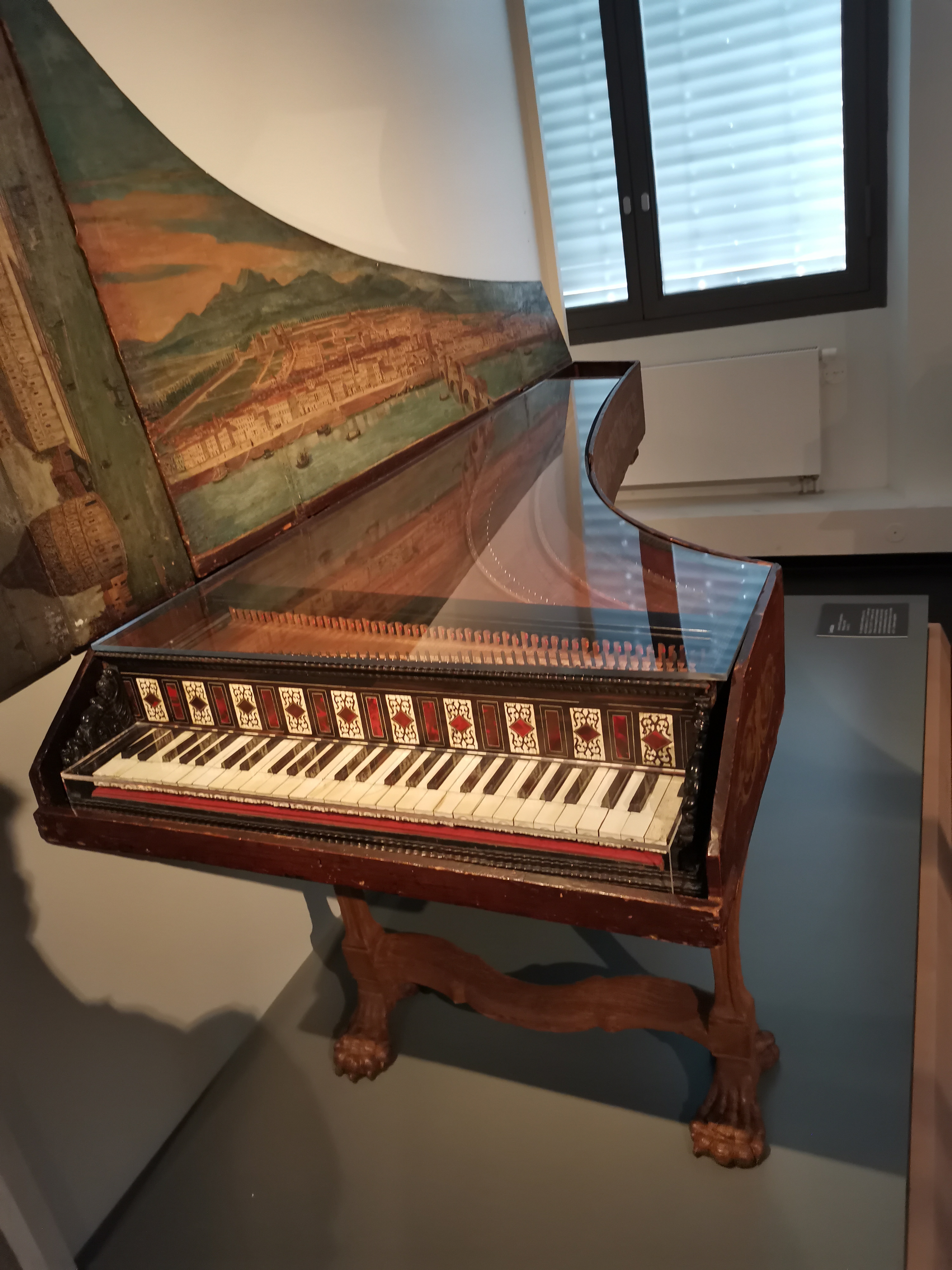

Das Musikinstrumentenmuseum ist seit 1929 Teil der Universität Leipzig. So waren Forschung und Lehre schon immer von herausragender Bedeutung. Auch das neue Museums- und Ausstellungskonzept berücksichtigte diese Aufgabenstellung. Das Museum verfügt über eine Lehrsammlung (ca. 200 Objekte) und über eine Studiensammlung, die bei der Lehre eine zentrale Rolle spielt.
Im Musikinstrumentenmuseum finden Lehrveranstaltungen zur Instrumentenkunde und Akustik in den Studiengängen Musikwissenschaft und Musikpädagogik sowie für Studenten der Hochschule für Musik und Theater „Felix Mendelssohn Bartholdy“ statt.